# Kazuyoshi Matsunaga
Kazuyoshi Matsunaga (松永 一慶 Matsunaga Kazuyoshi?,  nacido el 13 de noviembre de 1977 en Oita) es un exfutbolista japonés. Jugaba de delantero y su último club fue el Mitsubishi Mizushima de Japón.

## Trayectoria

### Clubes
| Club                 | País     | Año         |
| -------------------- | -------- | ----------- |
| Sanfrecce Hiroshima  | Japón    | 1996 - 1999 |
| Avispa Fukuoka       | Japón    | 2000        |
| Profesor Miyazaki    | Japón    | 2001        |
| Jurong               | Singapur | 2002        |
| Profesor Miyazaki    | Japón    | 2002        |
| Tochigi SC           | Japón    | 2003 - 2004 |
| ALO's Hokuriku       | Japón    | 2005        |
| Banditonce Kobe      | Japón    | 2006        |
| Mitsubishi Mizushima | Japón    | 2007 - 2008 |